# Melicerita blancoae
Melicerita blancoae is een mosdiertjessoort uit de familie van de Cellariidae. De wetenschappelijke naam van de soort is voor het eerst geldig gepubliceerd in 1981 door Lopez Gappa.